# Louis Joseph Bouge
Pour les articles homonymes, voir Bouge (homonymie).
Louis Joseph Bouge, né à Toulon le 25 novembre 1878 et mort à Paris 15e le 3 août 1960, est un administrateur colonial et collectionneur français.

## Biographie
Fonctionnaire colonial dès 1902 en Nouvelle-Calédonie et au Vanuatu (alors appelé Nouvelles-Hébrides), il monte les échelons de l'administration dans le Pacifique jusqu'à assurer la Résidence par intérim de Wallis-et-Futuna. Il revient en métropole en 1912 afin de passer une licence de droit dans le but d'atteindre des postes plus haut placé. Il est ainsi affecté à Tahiti comme chef de cabinet du gouverneur Gustave Julien jusqu'en 1919. Dans les années 1920, il occupe des postes importants dans les Établissements français de l'Inde; puis, de 1928 à 1930, il assure les fonctions de gouverneur des Établissements Français de l’Océanie par intérim. Il est nommé gouverneur de Saint-Pierre-et-Miquelon en 1930 (poste qu'il n'occupe pas), gouverneur de Guyane de 1931 à 1933, puis gouverneur de la Guadeloupe de 1933 à 1936.
Passionné d’histoire, il reprend le travail sur les Roches gravées de Trois-Rivières et nomme un agent assermenté pour la surveillance et la conservation des vestiges.
Il fut chargé de diverses missions et occupa la fonction de secrétaire particulier du ministre des Colonies de 1937 à 1939, après avoir été rappelé à Paris (et remplacé par Félix Éboué) par le ministère en raison de sa gestion des élections dans la colonie de la Guadeloupe.
Il participe à l'organisation du Tricentenaire du rattachement des Antilles à la France (1935), et organisa l'Exposition universelle de 1937 pour la Guadeloupe. En août 1937, le ministre des Colonies le nomme président du Comité de propagande pour le cacao d'origine coloniale française.
Passionné d'histoire et d'ethnographie, Bouge collectionne des objets océaniens dès son premier séjour dans le Pacifique, au début du XXème siècle. Particulièrement intéressé par les langues et cultures de Polynésie Française, il compte en 1917 à Tahiti parmi les membres fondateurs de la Société d'Études Océaniennes, première société savante française dans le Pacifique. Alors qu'il est gouverneur par intérim des Établissements Français d'Océanie, il fonde le journal Te Vea Maohi, rédigé en langue tahitienne. Son intérêt pour cette langue se manifeste également par la parution d'une Grammaire de la Langue Tahitienne en 1953 ou la parution de plusieurs articles scientifiques.
II est membre dès 1937 de la Société des océanistes et y participe activement, en tant que secrétaire mais également par plusieurs articles scientifiques.
Ses importantes collections de coquillages, livres et œuvres d'art furent léguées en 1970 au musée des Beaux-Arts de Chartres par sa veuve, Emma Bouge qui avait tissé des relations amicales avec René Gobillot (d), conservateur du musée de 1937 à 1967. Le British Museum conserve également 375 œuvres du Vanuatu, de la Nouvelle-Calédonie et des îles Wallis-et-Futuna vendues par L.-J. Bouge en 1913.

## Publications
- « Notes Sur la Population Des Iles Wallis: Placées Sous Le Protectorat français en 1842 », 1913
- « Les Pleurotomidés de la Nouvelle-Calédonie et de ses dépendances », 1914 (avec Philippe Dautzenberg)
- « Pleurotoma, Mitra, Oliva », 1914 (avec Philippe Dautzenberg)
- « Note sur trois statuettes de forme humaine recueillies à Lifou (îles Loyalty, dépendances de la Nouvelle-Calédonie) », 1914
- « Nitridés de la Nouvelle Calédonie et de ses dépendances », 1923
- « Notes on Polynesian Pounders », 1930
- « Contribution à l'étude des pilons Océaniens », 1931
- « Les Mollusques testacés marins des établissements français de l'Océanie », 1933 (avec Philippe Dautzenberg)
- « Gouvernement de la Guadeloupe et dépendances. Lettres inédites à Victor Schœlcher : (1848-1851) [par Mgr Dugoujon et Mgr Castelli.] (Préface du gouverneur L. J. Bouge) », 1935
- « Documents inédits à l'occasion du tricentenaire des Antilles Guadeloupe », 1935 (avec Joseph Rennard)
- « La Guadeloupe du tricentenaire », 1935
- « Nouvelle Calédonie : certaines conditions de colonisation et d'exploitation agricoles », 1948
- « Reconstitution du harpon des îles Marquises avec flèche en os humain ou en bois dur. Journal de la Société des Océanistes, tome 4, 1948, pp. 148-151. », sur persee.fr, 1948 ;
- « Le sourire », 1952 (avec Paul Gauguin)
- « Première législation tahitienne. Le Code Pomaré de 1819. Historique et traduction. Journal de la Société des Océanistes, tome 8, 1952, pp. 5-26 », sur persee.fr, 1952 ;
- « Grammaire de la langue tahitienne », 1953
- « Poissons magiques des Marquises », 1961

## Sources
- « Hommes et destins: dictionnaire biographique d'outre-mer, Volumes 1 à 2 », Académie des sciences d'outre-mer, 1977
- Henri Temerson, « Biographies des principales personnalités françaises décédées au cours de l'année », 1961
- « Revue française d'histoire d'outre-mer, Volumes 48 à 49 », 1961
- Jérôme Cazaumayou, Thomas De Dekker, « GABRIEL PAÏTA, TÉMOIGNAGE KANAK: D'Opao au pays de la Nouvelle-Calédonie », 1999
- « Journal de la Société des océanistes: Volumes 122 à 125 », 2006
- Jean Scemla, « Les cahiers Morillot, ou, La vie très exotique du boucher Poncelet », 1999
- « Inventaire des archives calédoniennes de Louis-Joseph Bouge. Gouverneur honoraire des colonies (1878-1960) », dans "Bulletin de la Société des études Mélanésiennes", Nouméa, 1994
- « Dictionnaire illustré de la Polynésie », sous la direction de F. Merceron